# Grabs
Grabs és un municipi del cantó de Turgòvia (Suïssa), situat al districte de Werdenberg.